# Académie pontanienne

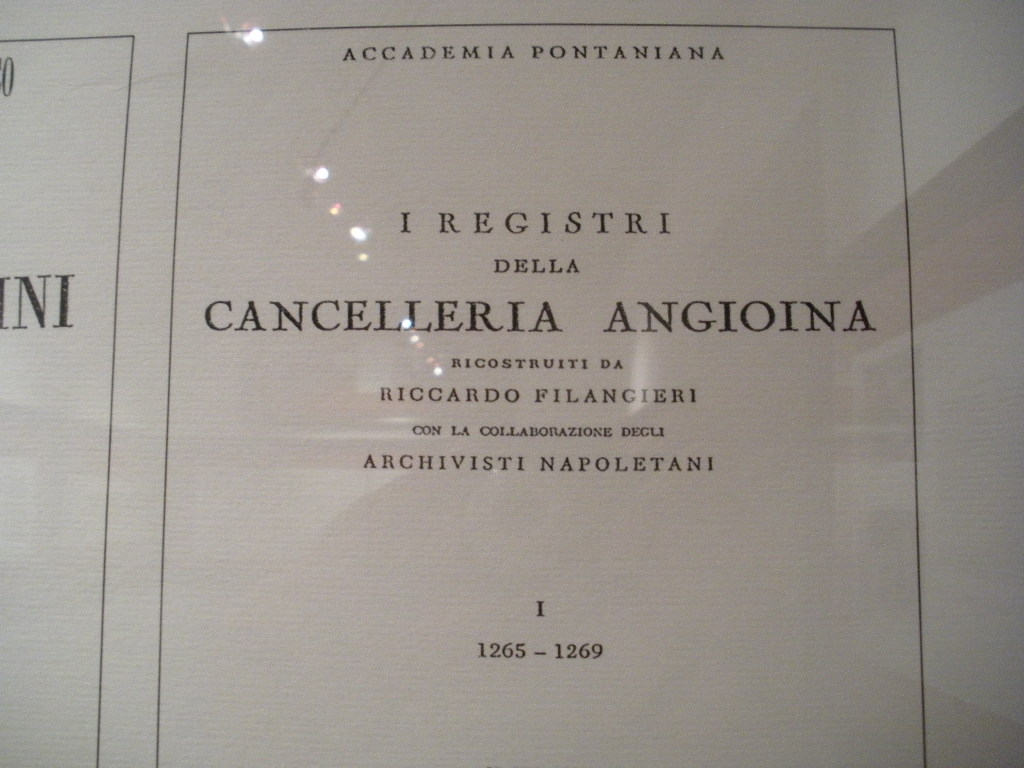
Premier volume des registres de la chancellerie angevine reconstitués par Riccardo Filangieri avec la collaboration des archivistes napolitains et publiés par l'Académie pontanienne

L'Académie pontanienne (en italien Accademia Pontaniana) est fondée au XVe siècle à Naples sur l'initiative d'hommes cultivés. Elle « fut l'un des “laboratoires” les plus importants où se cuisinait la Renaissance littéraire ». Reconnue par le décret royal no 473 du 10 octobre 1825, elle se propose de cultiver les sciences, les lettres et les arts.

## Histoire

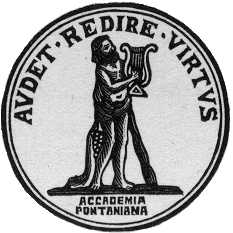
Sceau de l'Académie pontanienne de Naples avec la devise latine: Audet Redire Virtus.

Fondée par Antonio Beccadelli (dit le Panormita) en 1458, l'Académie est d'abord appelée Porticus Antoniana (Portique d'Antonio en latin).
Giovanni Pontano succède à Beccadelli et donne une physionomie plus précise à l'association et un caractère plus officiel aux réunions. Ces dernières se tenaient dans sa maison et consistaient dans des banquets accompagnés de déclamations de vers latins. Le Porticus Antoniana devient l'Académie pontanienne en 1471, époque de la mort de Pontano. Parmi ses membres, on compte à l'époque les poètes Jacopo Sannazaro, Pietro Summonte, Giano Anisio (it) et Giovanni Cotta, le peintre Andrea Sabbatini et l'écrivain Andrea Matteo III Acquaviva (it). Elle combat méthodiquement le patois napolitain, qui est aux prises avec la langue italienne, devenue d'un usage général dans la péninsule vers la fin du siècle.
Au cours de son histoire multiséculaire, l'Académie a été abolie deux fois.
La première fois, c'est le vice-roi espagnol Pierre Alvarez de Tolède qui la fait fermer en 1542 parce qu'il s'oppose à toute association autochtone dans le cadre de sa politique d'hispanisation.
L'académie renaît deux siècles et demi plus tard, le 12 décembre 1808, sous le nom de Società Pontaniana (Société pontanienne) sur l'initiative d'un groupe de savants, de scientifiques et de gens de lettres réuni chez Giustino Fortunato. Elle est reconnue officiellement en 1817 et reprend son nom d'académie le 10 octobre 1825 en vertu d'un décret de François Ier des Deux-Siciles.
En 1934, elle est à nouveau supprimée par le gouvernement fasciste sous le prétexte qu'il y a deux académies à Naples, ce qui est contraire à la loi de l'unité sacrée aux yeux du régime. En réalité, le motif de l'abolition est politique : nombre de ses membres sont de tendance ouvertement antifasciste. En 1943, sa bibliothèque est jetée aux flammes avec celle de la Società Reale et les archives nationales. L'Académie pontanienne est toutefois rétablie par décret le 19 février 1944.
Parmi les présidents de l'Académie, il y eut Benedetto Croce en 1917 et en 1923.
La vie de l'Académie est maintenant régie par ses statuts de 1825, modifiés en 1952. Ils prévoient des assemblées au cours desquelles on présente des mémoires, des communications, des rapports. En outre, l'Académie organise des concours et décerne des prix.
Certains font remonter la naissance de l'Académie à 1442, année où Alphonse V d'Aragon, devenu roi de Naples, aménagea dans son Castel Capuano une bibliothèque très riche (transférée plus tard au Castel Nuovo) où des gens cultivés se réunissaient pour discuter de littérature et de philosophie. Cette association fut appelée Académie alphonsine en l'honneur du roi. L'académie d'Antonio Beccadelli, protégé par le roi lui-même, en descendrait directement. Si l'on accepte cette hypothèse, l'Académie pontanienne serait la plus ancienne des académies italiennes.
L'académie regroupe autour de trois cents personnes. Elle est organisée en cinq classes (1 - sciences mathématiques pures et appliquées ; 2 - sciences naturelles ; 3 - sciences morales ; 4 - histoire, archéologie et philologie ; 5 - lettres et beaux arts) et trois ordres de membres : ordinaire résidents, ordinaires non résidents et correspondants. Elle a son siège dans l'ancien couvent jésuite, via Mezzocannone, 8.

## Liste des présidents
- 1808 - Vincenzo Cuoco
- 1808 - Domenico Sansone
- 1809 - Giovan Battista Gagliardo
- 1809 - Matteo Galdi[6]
- 1810 - Giuseppe Zurlo
- 1817 - Donato Tommasi (it)
- 1826 - Ferdinando Visconti
- 1828 - Corradino d'Albergo
- 1829 - Raimondo Guarini (it)
- 1830 - Giuseppe di Cesare
- 1831 - Corradino d'Albergo
- 1832 - Michele Tenore
- 1834 - Michele Arditi
- 1835 - Giuseppe di Cesare
- 1836 - Giacomo Filioli
- 1837 - Luca de Samuele Cagnazzi (it)
- 1838 - Ferdinando De Luca
- 1839 - Giuseppe di Cesare
- 1840 - Michele Tafuri
- 1842 - Giuseppe Durini
- 1843 - Ferdinando De Luca
- 1844 - Giuseppe di Cesare
- 1845 - Michele Tenore
- 1846 - Oronzio Gabriele Costa
- 1847 - Giuseppe Campagna
- 1848 - Luca de Samuele Cagnazzi
- 1849 - Giuseppe Campagna
- 1850 - Giulio Genoino
- 1851 - Michele Tenore
- 1852 - Michele Tafuri
- 1853 - Michele Tenore
- 1855 - Giuseppe Campagna
- 1856 - Michele Tenore
- 1857 - Salvatore De Renzi (it)
- 1859 - Michele Tenore
- 1861 - Ernesto Capocci (it)
- 1862 - Giovanni Gussone
- 1863 - Salvatore De Renzi (it)
- 1864 - Michele Baldacchini
- 1866 - Saverio Baldacchini
- 1867 - Luigi Palmieri
- 1869 - Salvatore de Renzi
- 1870 - Luigi Palmieri
- 1872 - Paolo Emilio Imbriani (it)
- 1874 - Luigi Palmieri
- 1876 - Paolo Emilio Imbriani
- 1877 - Luigi Palmieri
- 1881 - Nicola Alianelli (it)
- 1882 - Luigi Palmieri
- 1884 - Bartolomeo Capasso (it)
- 1885 - Luigi Palmieri
- 1889 - Achille Sannia
- 1892 - Luigi Palmieri
- 1897 - Bartolomeo Capasso
- 1900 - Emanuele Fergola
- 1903 - Enrico Pessina (it)
- 1906 - Emanuele Fergola
- 1909 - Federico Persico (it)
- 1912 - Giovanni Antonelli (it)
- 1917 - Benedetto Croce
- 1920 - Gabriele Torelli
- 1923 - Benedetto Croce
- 1926 - Gabriele Torelli
- 1929 - Michelangelo Schipa (it)
- 1932 - Pasquale del Pezzo
- 1944 - Maria Bakunin
- 1949 - Fausto Nicolini (it)
- 1955 - Luigi Torraca
- 1958 - Carmelo Colamonico
- 1964 - Ernesto Pontieri (it)
- 1974 - Enzo Carlevaro
- 1977 - Francesco Sbordone
- 1983 - Antonio Scherillo
- 1990 - Giuseppe Martano
- 1996 - Guido Guerra
- 2002 - Antonio Garzya